# Ремсхальден
Ремсхальден (нем. Remshalden) — община в Германии, в земле Баден-Вюртемберг. 
Подчиняется административному округу Штутгарт. Входит в состав района Ремс-Мур.  Население составляет 13 386 человек (на 31 декабря 2010 года). Занимает площадь 15,15 км².
Коммуна подразделяется на 5 сельских округов.

## Фотографии

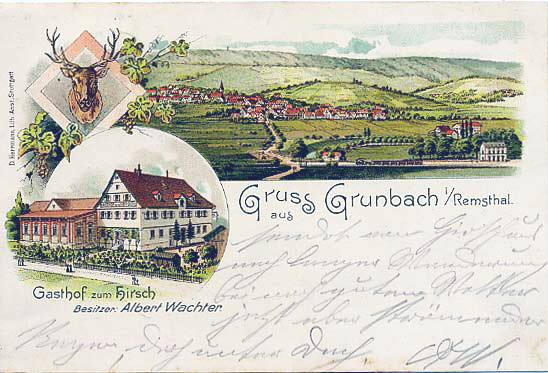
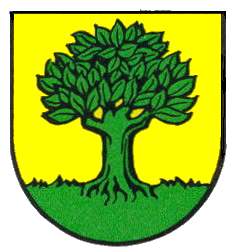
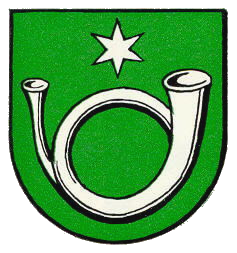
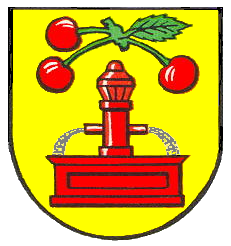